# Leiden Christi (München)

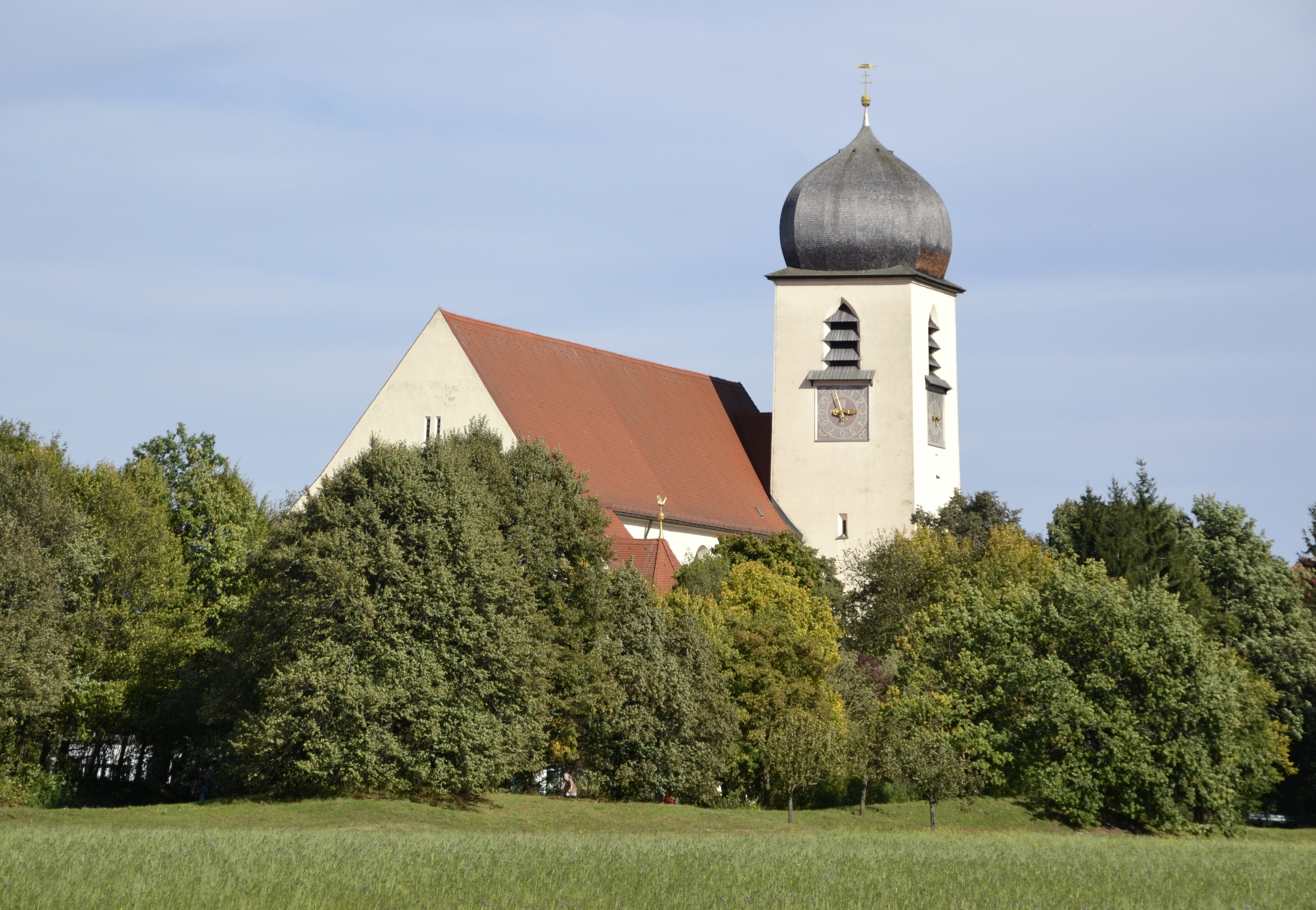
Leiden Christi in München-Obermenzing

Leiden Christi ist die katholische Pfarrkirche von Obermenzing in München.

## Geschichte
Die Kirchen von Menzing wurden in der Freisinger Bistumsbeschreibung von 1315 als Filialen von Pasing geführt. Im Jahr 1881 wurde Obermenzing der soeben selbstständig gewordenen Pasinger Pfarrei zugeschlagen und von der Kirche Mariä Geburt aus betreut. Infolge der starken Bevölkerungszunahme wurde die alte Georgskirche bald zu klein, dies gab Anlass, über einen Kirchenneubau in Obermenzing nachzudenken.
Durch den gleichzeitigen Wunsch der Kongregation der Passionisten, sich in der Diözese niederzulassen, wurde das Vorhaben befördert. Durch Spenden aus den USA in Höhe von 20.000 US-Dollar war der Rohbau finanziert. Aus Dankbarkeit für diese Unterstützung wurde die Kirche Leiden Christi oder früher auch Passionskirche genannt. Als Architekt wurde Georg Buchner gewonnen. Die Bauarbeiten begannen am 2. Mai 1923, der Grundstein wurde am 3. Juni 1923 durch Prälat Michael Buchberger gelegt. Kardinal Michael von Faulhaber konsekrierte die Kirche schließlich am 9. November 1924.
Nach dem Beheben von Kriegsschäden konnte in den 1950er Jahren verschiedene Umbauten angegangen werden. 1965 wurde auch im Zuge der Liturgiereform eine größere Renovierung durch den Architekten Siegfried Östreicher und den Bildhauer Blasius Gerg vorgenommen. Unter anderem wurde ein Volksaltar aus einem Steinblock gefertigt. Ihr heutiges Erscheinungsbild erhielt die Kirche im Zuge von Renovierungsmaßnahmen in den Jahren 1996 bis 1999. Dabei wurde das Kreuz mit den Begleitfiguren an der Rückwand angebracht, die Heizanlage erneuert, Beleuchtung, Akustik und Elektroinstallation überarbeitet.

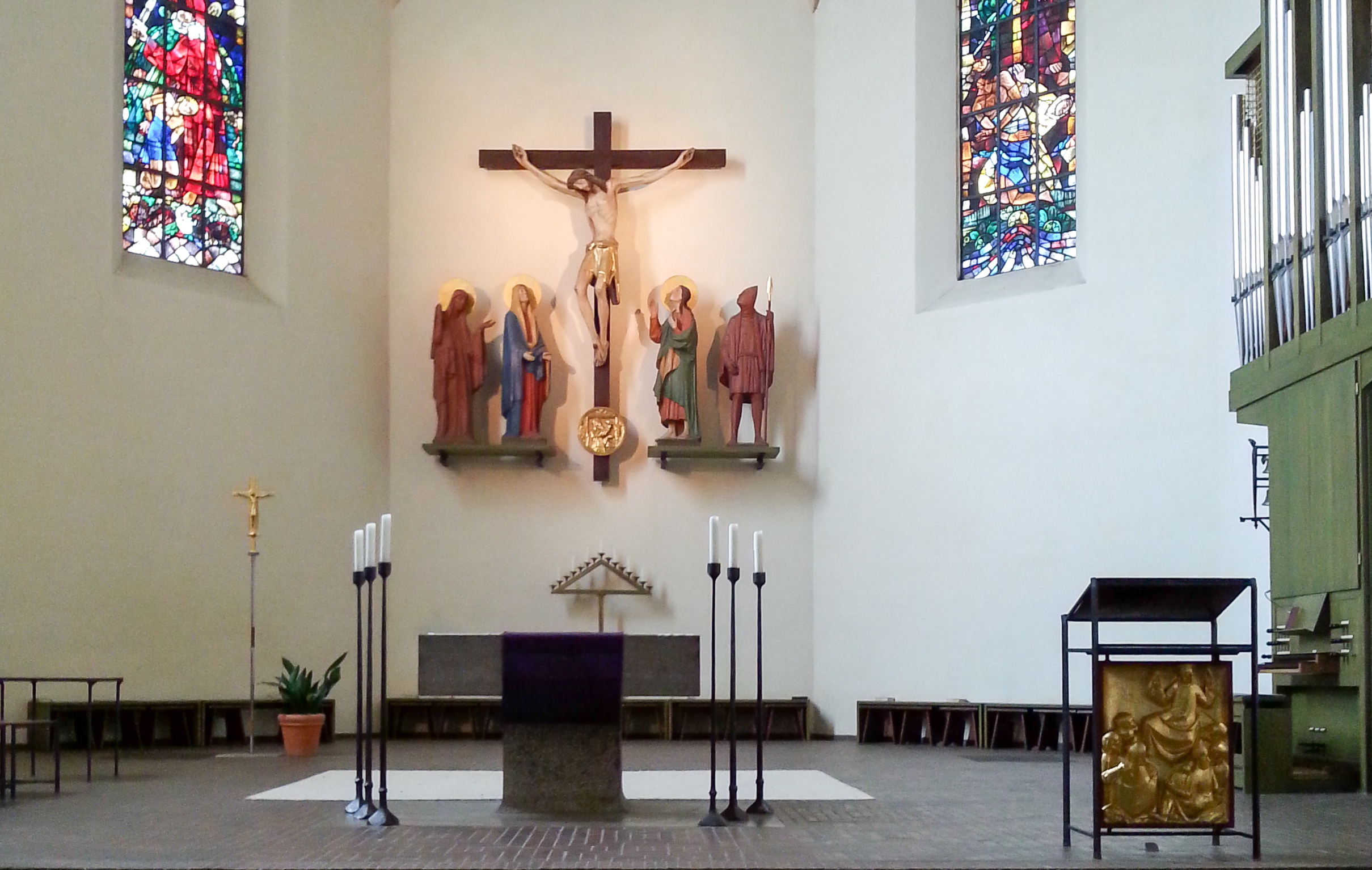
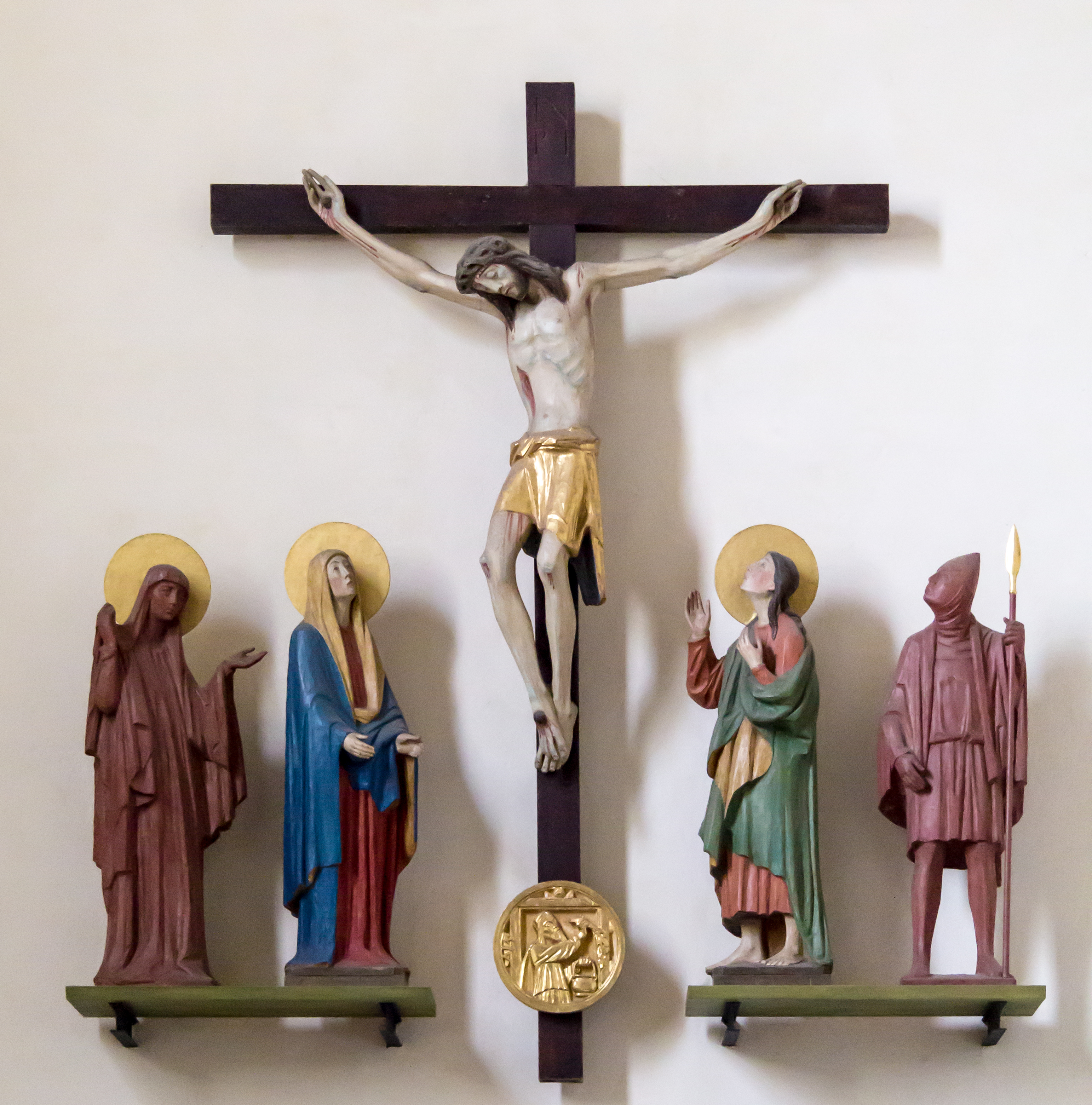
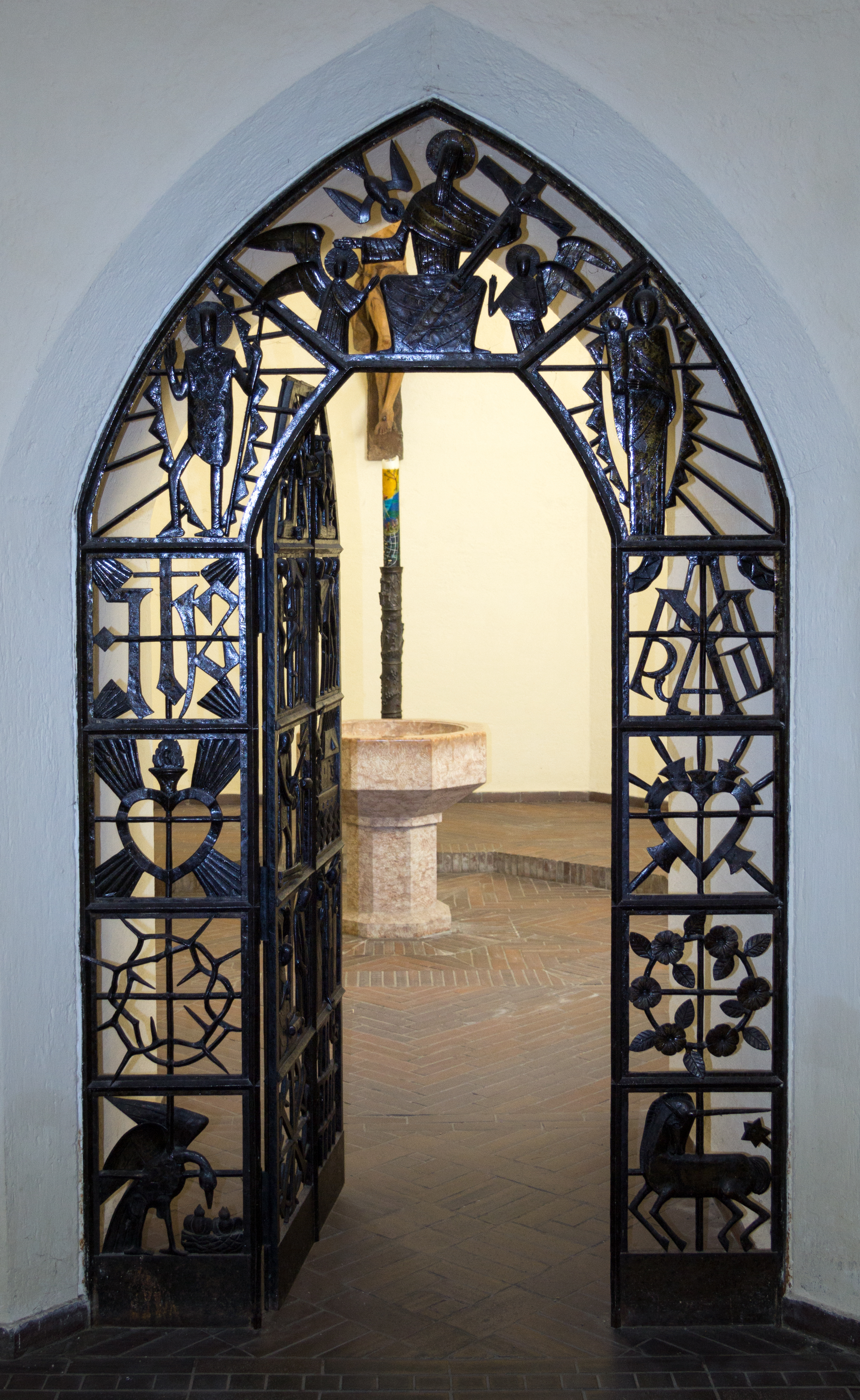
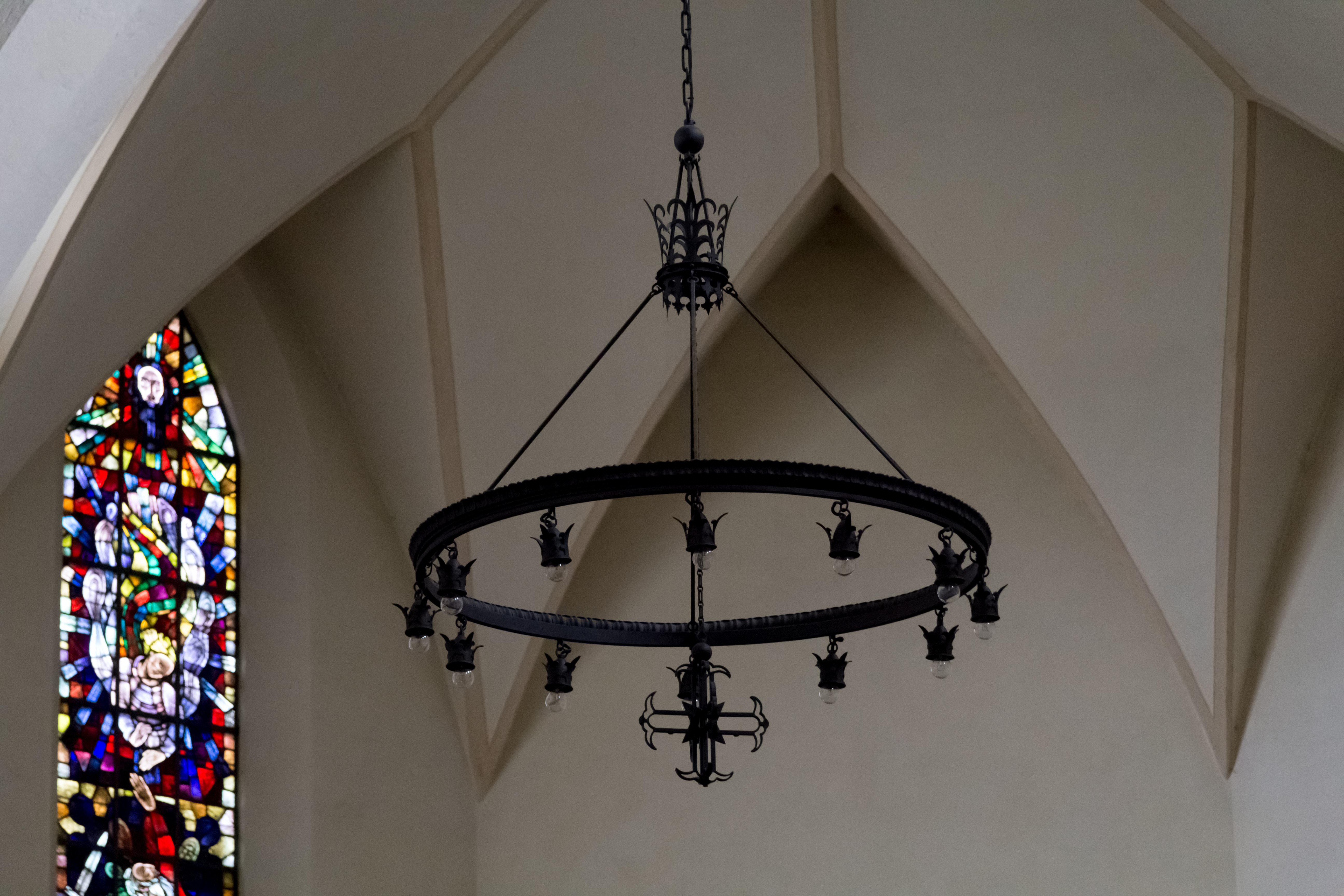
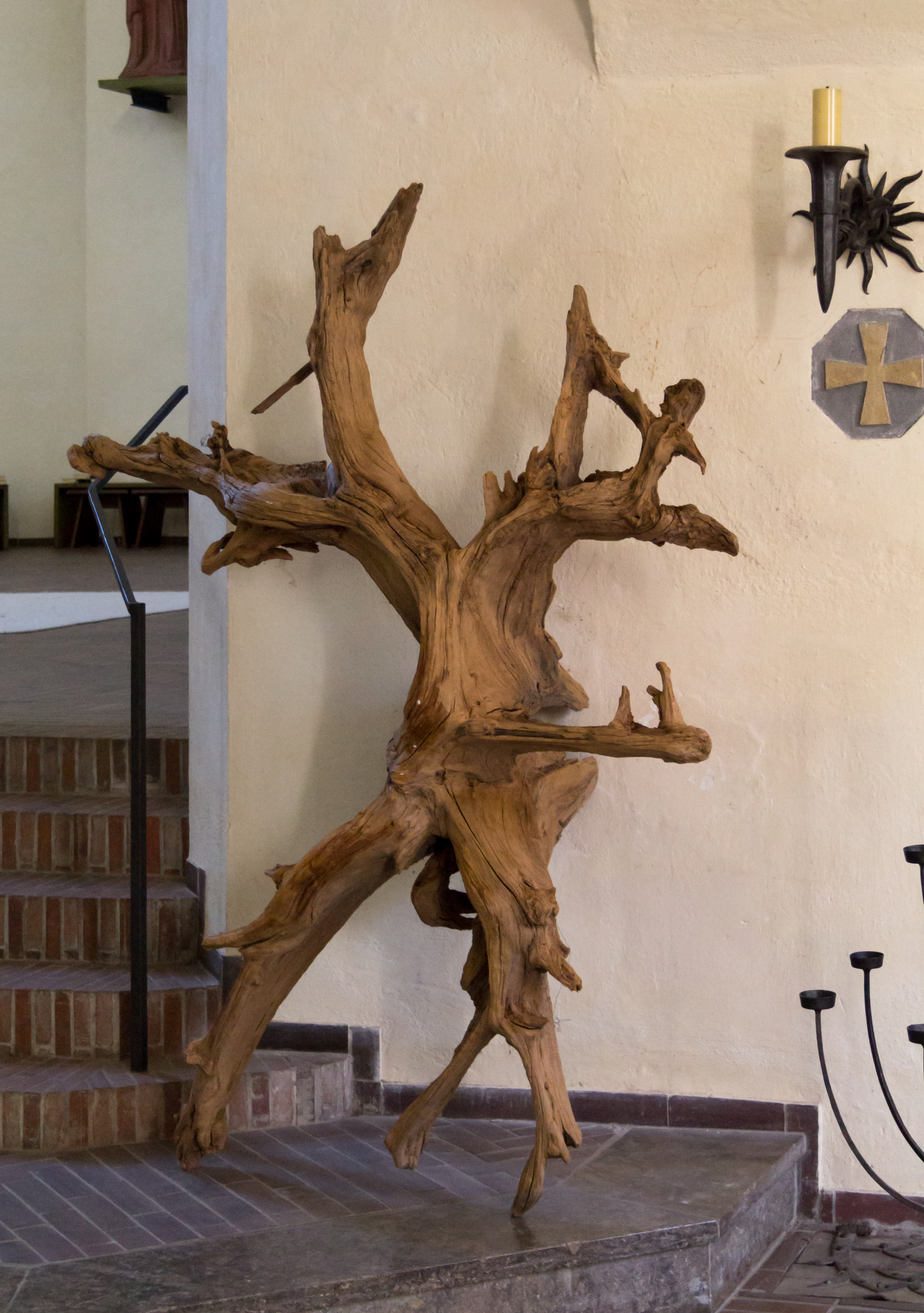
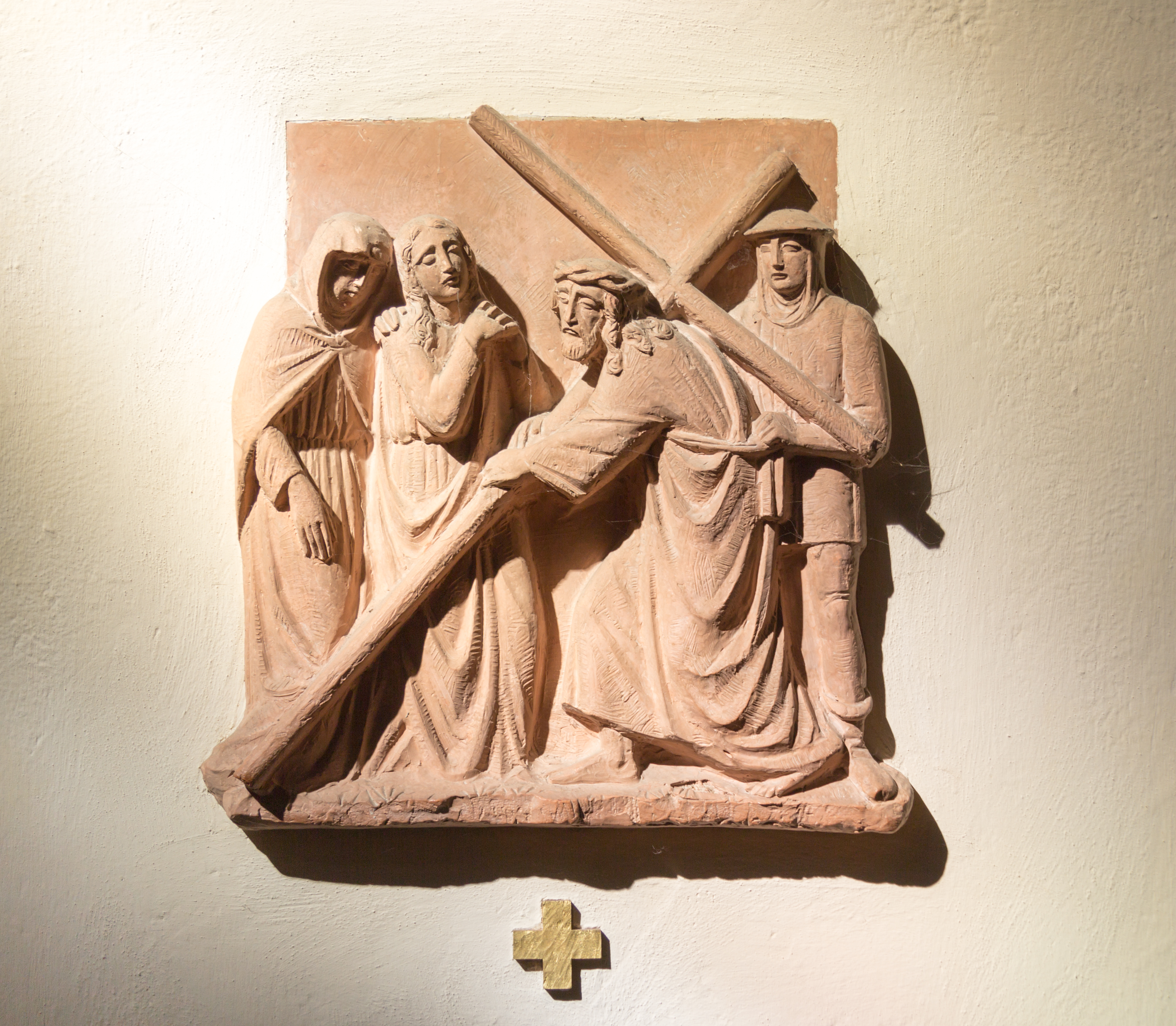
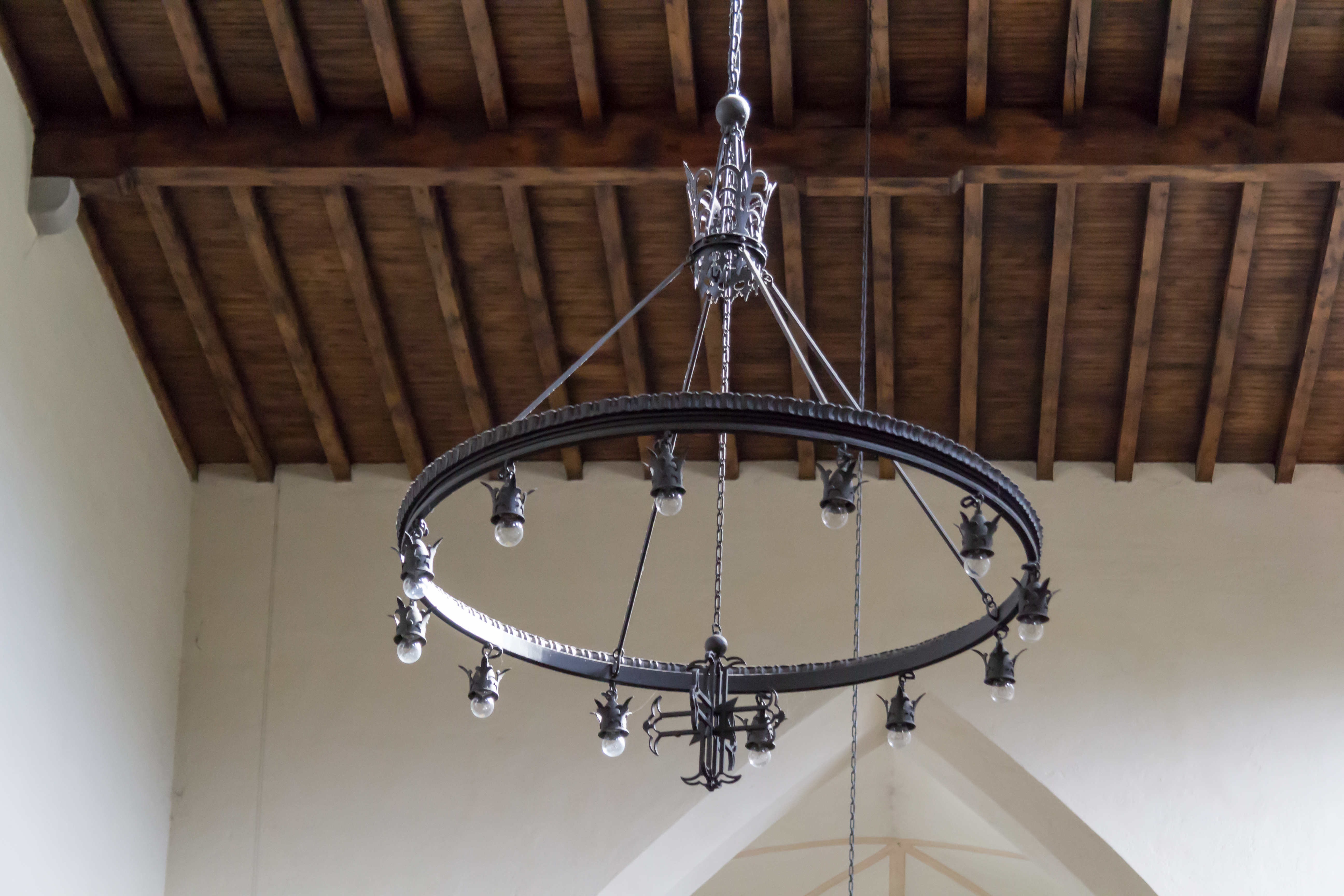

## Architektur

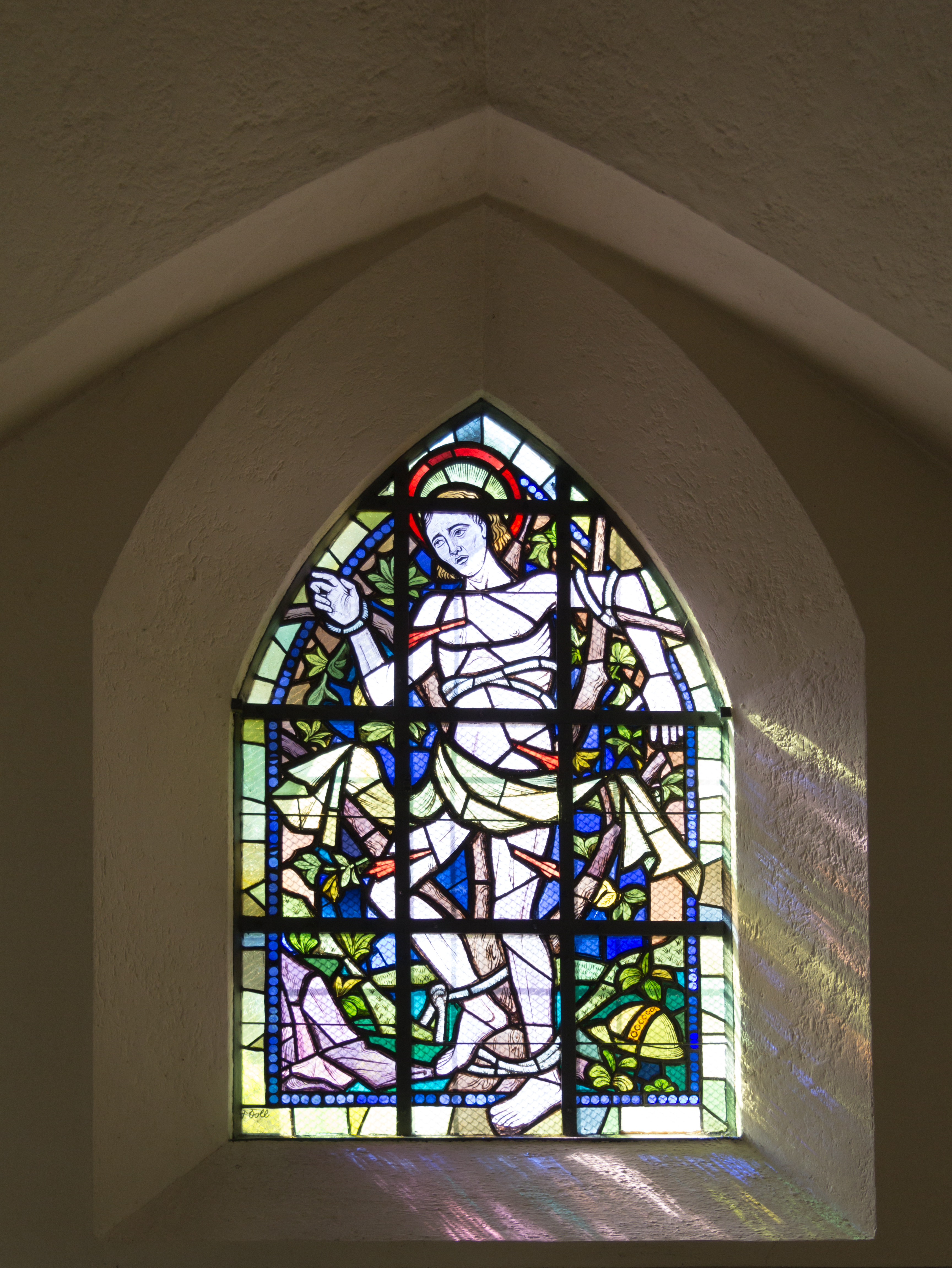
Eines der Fenster im gotischen Stil der Kirche.

Bei einer Außenbreite von 26 Metern hat die Kirche eine Gesamtlänge von 58 Metern, eine Firsthöhe von 27 Metern und eine Turmhöhe von annähernd 45 Metern. Sie ist ausgelegt worden auf ein Fassungsvermögen von 2000 Personen. Als Basilika konzipiert, greift sie Stilelemente der Gotik auf. Das Westportal wurde vom Bildhauer Hans Panzer gestaltet und zeigt Szenen aus dem Leben Jesu Christi mit dem Schwerpunkt der Kreuzigung. Die Chorfenster von Felix Baumgartner zeigen das Opfer Isaaks und die Aufrichtung der ehernen Schlange.

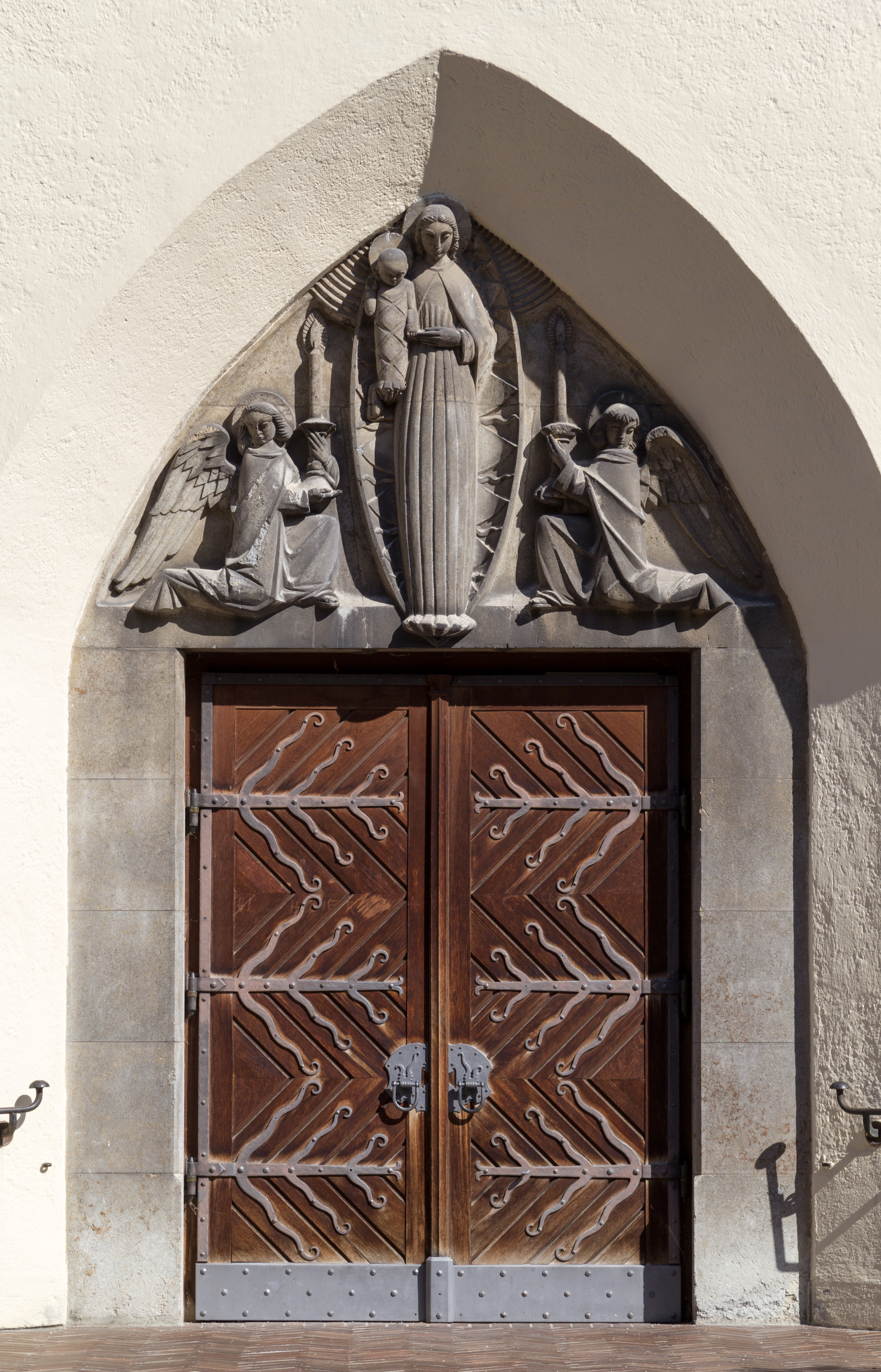
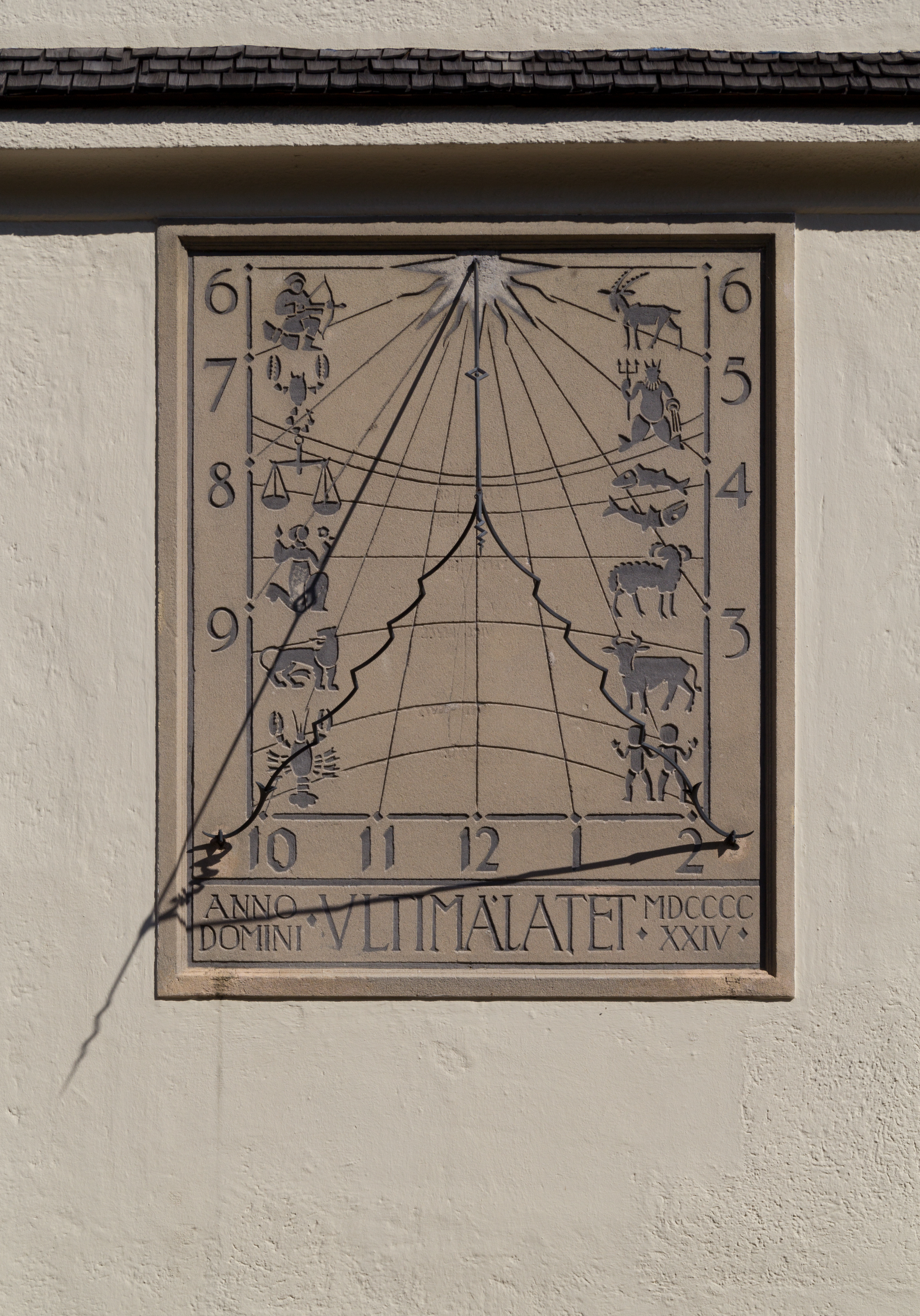

## Ausstattung

### Orgeln

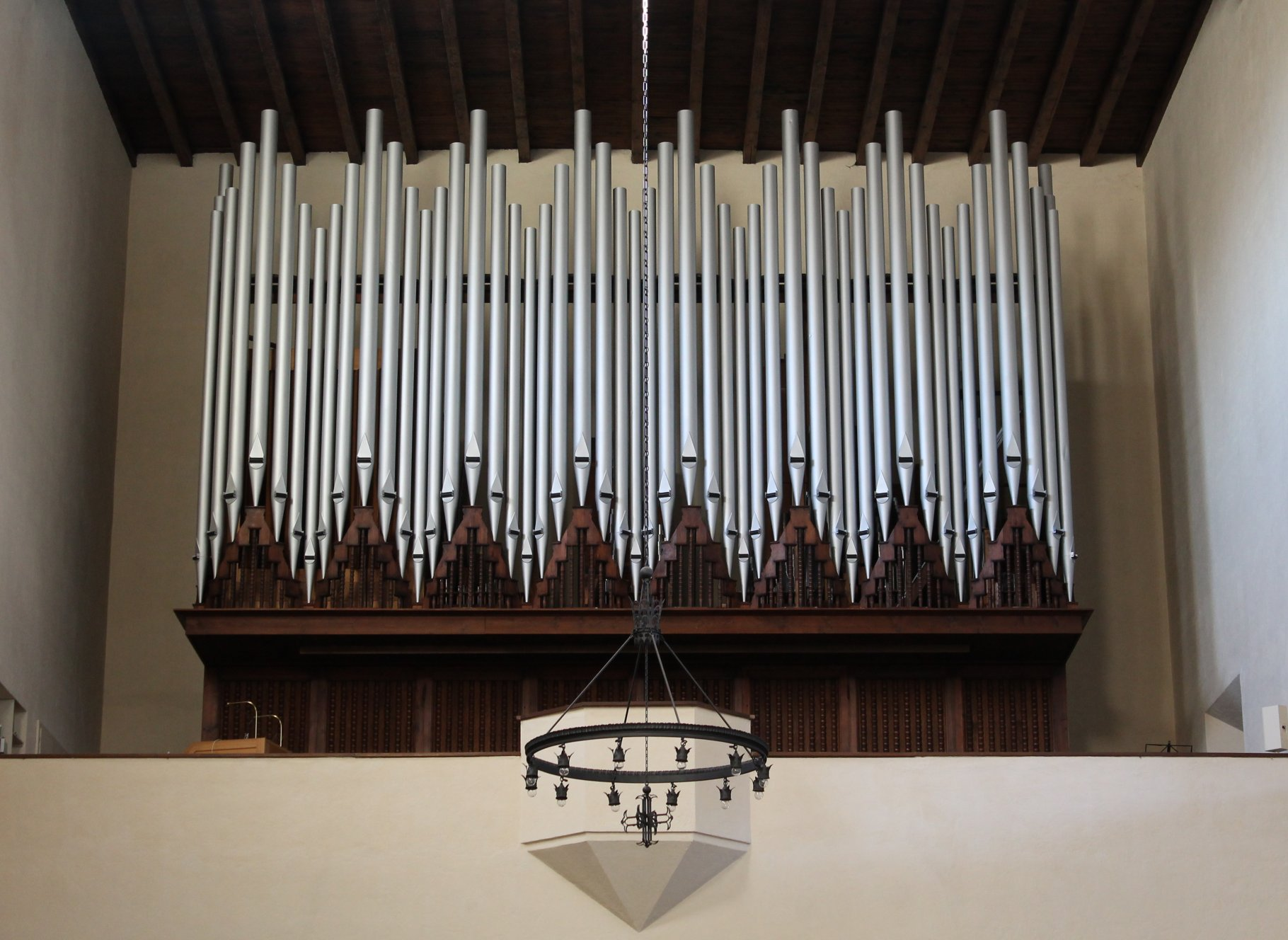
Die Orgel

Seit der Einweihung der Kirche befindet sich eine Orgel in Leiden Christi. Das Instrument wurde von der Orgelbauanstalt Albert Moser aus München-Sendling im September 1924 aufgestellt. Zu einer für das Jahr 1937 angedachten Erweiterung und vollständigem Ausbau auf 45 Register kam es nicht. 1964 wurde die Orgel von Josef Zeilhuber auf 39 Register erweitert. Im Jahr 2011 wurde die Orgel von der Firma Münchner Orgelbau Johannes Führer umfassend renoviert und mit einem neuen Spieltisch ausgestattet. Das Kegelladen-Instrument umfasst 39 Register (und eine Transmission) auf drei Manualen und Pedal (2570 klingende und 53 stumme Pfeifen). Die Spiel- und Registertrakturen sind elektrisch.
| I Hauptwerk C–g3 |                  |       |     |
| 1.               | Bordun           | 16′   | (M) |
| 2.               | Principal        | 8′    |     |
| 3.               | Rohrflöte        | 8′    |     |
| 4.               | Viola da Gamba   | 8′    |     |
| 5.               | Octave           | 4′    |     |
| 6.               | Koppelflöte      | 4′    |     |
| 7.               | Nasat            | 2 ⁄3′ | (M) |
| 8.               | Superoctave      | 2′    |     |
| 9.               | Mixtur major IV  | 1 ⁄3′ |     |
| 10.              | Mixtur minor III | 1⁄2′  |     |
| 11.              | Trompete         | 8′    |     |

| II Positiv C–g3 |              |       |
| 12.             | Bourdon      | 8′    |
| 13.             | Traversflöte | 8′    |
| 14.             | Fugara       | 4′    |
| 15.             | Rohrgedackt  | 4′    |
| 16.             | Principal    | 2′    |
| 17.             | Quinte       | 1 ⁄3′ |
| 18.             | Scharf III   | 1′    |
| 19.             | Krummhorn    | 8′    |
|                 | Tremulant    |       |

| III Schwellwerk C–g3 |               |        |     |
| 20.                  | Hohlflöte     | 8′     | (M) |
| 21.                  | Salicional    | 8′     | (M) |
| 22.                  | Vox coelestis | 8′     |     |
| 23.                  | Principal     | 4′     |     |
| 24.                  | Querflöte     | 4′     | (M) |
| 25.                  | Quinte        | 2 ⁄3′  | (M) |
| 26.                  | Sifflöte      | 2′     | (M) |
| 27.                  | Terz          | 1 3⁄5′ |     |
| 28.                  | Mixtur IV     | 2′     |     |
| 29.                  | Trompete      | 8′     |     |
| 30.                  | Oboe          | 8′     |     |
|                      | Tremulant     |        |     |

| Pedal C–f1 |                      |         |     |
| 31.        | Prinzipalbaß         | 16′     | (M) |
| 32.        | Subbaß               | 16′     | (M) |
| 33.        | Gedacktbaß (= Nr. 1) | 16′     | (M) |
| 34.        | Quintbaß             | 10 2⁄3′ | (M) |
| 35.        | Oktavbaß             | 8′      |     |
| 36.        | Gedecktbaß           | 8′      | (M) |
| 37.        | Choralflöte          | 4′      | (M) |
| 38.        | Rauschbaß IV         | 2 ⁄3′   |     |
| 39.        | Bombarde             | 16′     |     |
| 40.        | Fagott               | 8′      |     |

- Koppeln: II/I, III/I und III/II (jeweils auch als Suboktavkoppeln), III/III (Suboktavkoppel), I/P, II/P, III/P (auch als Superoktavkoppel)
- Anmerkung

M = Pfeifenbestand ganz oder teilweise aus dem Jahre 1924 (Moser)

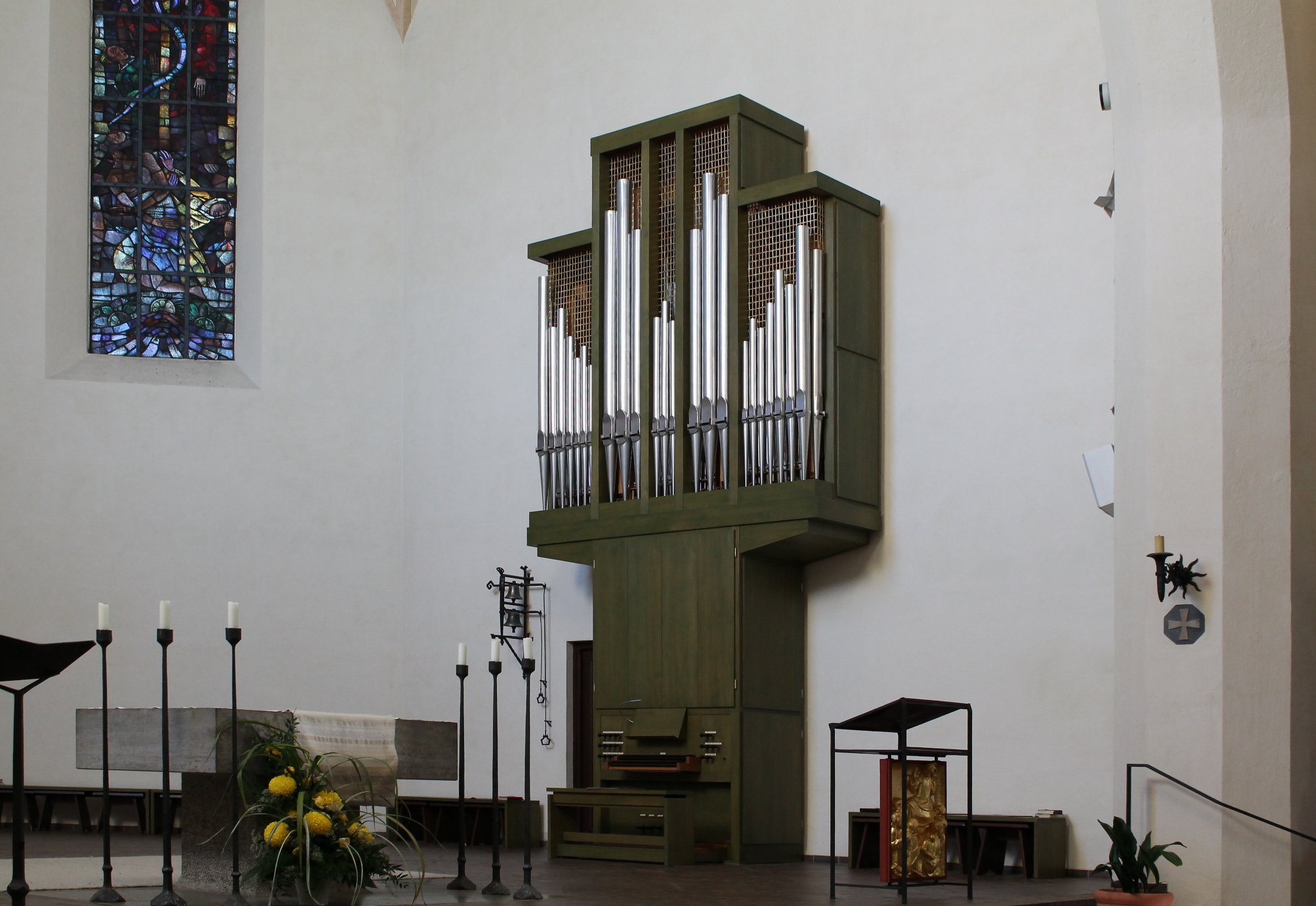
Chororgel

Am 23. November 1997 wurde eine neue Chororgel eingeweiht. Das Schleifladen-Instrument wurde von der Orgelbaufirma Christoph Kaps (München) erbaut. Es umfasst 15 Register auf zwei Manualen und Pedal. Die Spiel- und Registertrakturen sind mechanisch. Die Windversorgung (Schwimmerbälge) befindet sich im Turmzimmer, hinter der Orgel.
| I Hauptwerk C–a3 |             |        |
| 1.               | Prinzipal   | 8′     |
| 2.               | Gedeckt     | 8′     |
| 3.               | Oktave      | 4′     |
| 4.               | Nazard      | 2 ⁄3′  |
| 5.               | Superoctave | 2′     |
| 6.               | Terz        | 1 3⁄5′ |
| 7.               | Mixtur IV   | 1 ⁄3′  |

| II Brustwerk C–a3 |             |       |
| 8.                | Rohrflöte   | 8′    |
| 9.                | Holzflöte   | 4′    |
| 10.               | Spillpfeife | 2′    |
| 11.               | Quinte      | 1 ⁄3′ |
| 12.               | Dulcian     | 8′    |

| Pedal C–f1 |              |     |
| 13.        | Subbass      | 16′ |
| 14.        | Bordun       | 8′  |
| 15.        | Trompetenbaß | 8′  |

- Koppeln: II/I, I/P, II/P

### Glocken
Im mächtigen Zwiebelturm hängen fünf Glocken in der Schlagtonfolge h0–dis1–fis1–gis1–ais1, die 1956 von der Glockengießerei Bachert gegossen wurden. Geweiht wurden die Glocken von Weihbischof Johannes Neuhäusler. Das Sonntagsgeläut besteht aus den Glocken 4–2; Glocke 5 ist die Sterbeglocke und läutet nicht im Vollgeläut mit. Über die Glocken 3, 2 (Viertelstunden) und 1 (Stunden) erfolgt der Uhrschlag.

## Pfarrer
- 1919–1943: Aloys Stadler (1919–1922 Expositus, danach Pfarrer)
- 1944–1970: Alfons Maria Pöhlein
- 1970–1982: Hans Huber
- 1982–2017: Klaus Günter Stahlschmidt
- seit 2017: Ulrich Bach

## Filialkirchen
- St. Wolfgang (Pipping)
- St. Georg (Obermenzing)
- Schlosskapelle Blutenburg